# Madugula
Madugula là một mandal thuộc huyện Visakhapatnam, bang Andhra Pradesh.